# Distrikt Yungar
Der Distrikt Yungar, alternative Schreibweise: Distrikt Yúngar, liegt in der Provinz Carhuaz in der Region Ancash in West-Peru. Der Distrikt wurde am 22. November 1868 gegründet. Er besitzt eine Fläche von 45,3 km². Beim Zensus 2017 wurden 3223 Einwohner gezählt. Im Jahr 1993 lag die Einwohnerzahl bei 2813, im Jahr 2007 bei 3159. Die Distriktverwaltung befindet sich in der 2828 m hoch gelegenen Ortschaft Yungar mit 753 Einwohnern (Stand 2017). Yungar liegt 12 km südsüdöstlich der Provinzhauptstadt Carhuaz.

## Geographische Lage
Der Distrikt Yungar liegt an der Ostflanke der Cordillera Negra im Südwesten der Provinz Carhuaz. Der Río Santa fließt entlang der östlichen Distriktgrenze nach Norden. 
Der Distrikt Yungar grenzt im Norden an den Distrikt Anta, im äußersten Nordosten an den Distrikt Pariahuanca, im äußersten Südosten an den Distrikt Tarica (Provinz Huaraz), im Süden an den Distrikt Jangas (Provinz Huaraz) sowie im Südwesten an den Distrikt Pira (Provinz Huaraz).